# 2018년 아시안 게임 테니스
2018년 아시안 게임 테니스는 인도네시아 팔렘방 자카바링 스포츠 시티의 테니스장에서 2018년 8월 19일부터 25일까지 치러졌다. 

## 일정
테니스 단식, 복식전이 남녀 종목으로 나뉘어 치러지며, 혼성 복식전도 치러진다.
| 날짜      | 8월 19일 (일) | 8월 20일 (월) | 8월 21일 (화) | 8월 22일 (수) | 8월 23일 (목) | 8월 24일 (금) | 8월 25일 (토) |
| --------- | ------------- | ------------- | ------------- | ------------- | ------------- | ------------- | ------------- |
| 남자 단식 | 1차전         | 2차전         |               | 3차전         | 8강           | 4강           | 결승          |
| 남자 복식 | 1차전         | 2차전         | 3차전         | 8강           | 4강           | 결승          |               |
| 여자 단식 | 1차전         | 2차전         | 3차전         | 8강           | 4강           | 결승          |               |
| 여자 복식 |               | 1차전         |               | 2차전         | 8강           | 4강           | 결승          |
| 혼성 복식 | 1차전 2차전   | 1차전         | 2차전 3차전   | 3차전         | 8강           | 4강           | 결승          |

## 참가국
이번 대회에 참가한 국가는 다음과 같다.
- 중화인민공화국 (12)
- 중화 타이베이 (11)
- 동티모르 (2)
- 홍콩 (8)
- 인도 (10)
- 인도네시아 (10)
- 이란 (5)
- 일본 (10)
- 카자흐스탄 (8)
- 키르기스스탄 (3)
- 레바논 (2)
- 몰디브 (7)
- 몽골 (8)
- 네팔 (6)
- 오만 (2)
- 파키스탄 (8)
- 필리핀 (5)
- 카타르 (2)
- 대한민국 (11)
- 스리랑카 (4)
- 태국 (10)
- 우즈베키스탄 (8)
- 베트남 (6)

## 메달리스트
| 종목             | 금                                           | 은                                               | 동                                               |
| ---------------- | -------------------------------------------- | ------------------------------------------------ | ------------------------------------------------ |
| 남자 단식 자세히 | 데니스 이스토민 우즈베키스탄 (UZB)           | 우이빙 중국 (CHN)                                | 프라지네시 군네스와란 인도 (IND)                 |
| 남자 단식 자세히 | 데니스 이스토민 우즈베키스탄 (UZB)           | 우이빙 중국 (CHN)                                | 이덕희 대한민국 (KOR)                            |
| 남자 복식 자세히 | 인도 로한 보판나 디비지 샤란                 | 카자흐스탄 알렉산드르 부블리크 데니스 예브세예브 | 일본 시마부쿠로 쇼 우에스기 가이토               |
| 남자 복식 자세히 | 인도 로한 보판나 디비지 샤란                 | 카자흐스탄 알렉산드르 부블리크 데니스 예브세예브 | 일본 이토 유야 와타누키 요스케                   |
| 여자 단식 자세히 | 왕창 중국 (CHN)                              | 장솨이 중국 (CHN)                                | 량언숴 중화 타이베이 (TPE)                       |
| 여자 단식 자세히 | 왕창 중국 (CHN)                              | 장솨이 중국 (CHN)                                | 안키타 라이나 인도 (IND)                         |
| 여자 복식 자세히 | 중화인민공화국 수이판 양자오솬               | 중화 타이베이 찬하오칭 라티샤 찬                 | 카자흐스탄 고잘 아이니트디노바 안나 다닐리나     |
| 여자 복식 자세히 | 중화인민공화국 수이판 양자오솬               | 중화 타이베이 찬하오칭 라티샤 찬                 | 일본 가토 미유 니노미야 마코토                   |
| 혼성 복식 자세히 | 인도네시아 크리스토퍼 룽캇 알딜라 수트지아디 | 태국 손찻 라티와타나 룩시카 쿰쿰                 | 카자흐스탄 알렉산드르 네도비예소프 안나 다닐리나 |
| 혼성 복식 자세히 | 인도네시아 크리스토퍼 룽캇 알딜라 수트지아디 | 태국 손찻 라티와타나 룩시카 쿰쿰                 | 일본 우에스기 가이토 하야시 에리나               |

## 메달 집계
개최국
| 순위 | 국가           | 금메달 | 은메달 | 동메달 | 합계 |
| ---- | -------------- | ------ | ------ | ------ | ---- |
| 1    | 중화인민공화국 | 2      | 2      | 0      | 4    |
| 2    | 인도           | 1      | 0      | 2      | 3    |
| 3    | 인도네시아     | 1      | 0      | 0      | 1    |
| 3    | 우즈베키스탄   | 1      | 0      | 0      | 1    |
| 5    | 카자흐스탄     | 0      | 1      | 2      | 3    |
| 6    | 중화 타이베이  | 0      | 1      | 1      | 2    |
| 7    | 태국           | 0      | 1      | 0      | 1    |
| 8    | 일본           | 0      | 0      | 4      | 4    |
| 9    | 대한민국       | 0      | 0      | 1      | 1    |
| 합계 | 합계           | 5      | 5      | 10     | 15   |

## 같이 보기
- 아시안 게임 테니스